# Stenocarpidium leucodon
Stenocarpidium leucodon är en bladmossart som beskrevs av C. Müller 1897. Stenocarpidium leucodon ingår i släktet Stenocarpidium och familjen Stereophyllaceae. Inga underarter finns listade i Catalogue of Life.